# Sucheta Kripalani
Sucheta Kripalani, född 1908, död 1974, var en indisk politiker. 
Hon var chefsminister (lokal premiärminister) i Uttar Pradesh 1963–1967. Hon var Indiens första kvinnliga chefsminister. 